# Igor Gräzin

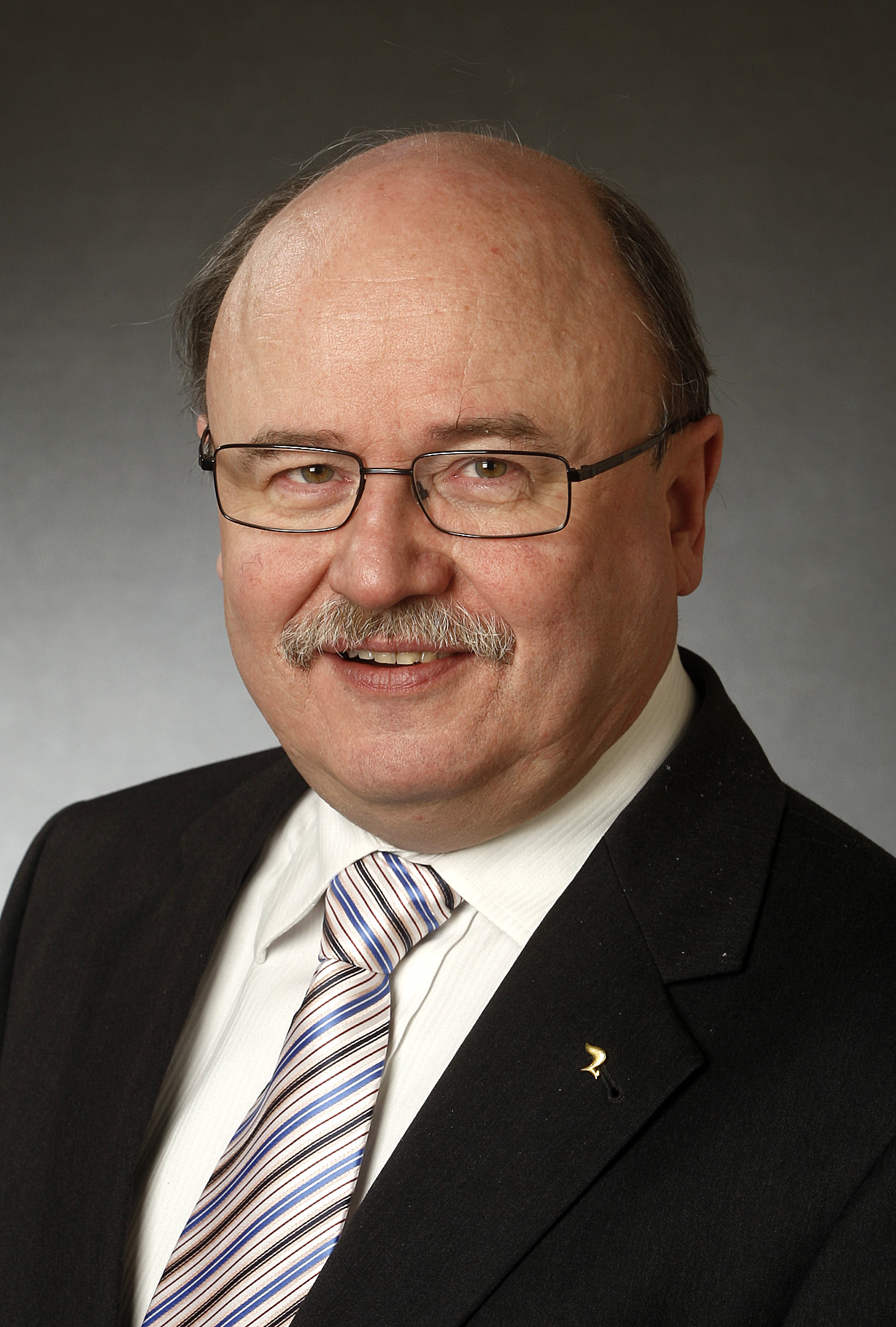
Igor Gräzin

Igor Gräzin (* 27. Juni 1952 in Tartu) ist ein estnischer Politiker und Jurist. Er gehörte der liberalen Estnischen Reformpartei (Eesti Reformierakond) an. Anfang September 2018 rückte er als  Mitglied des Europäischen Parlaments nach.

## Leben

### Frühe Jahre
Igor Gräzin machte 1970 sein Abitur am renommierten Miina Härma Gümnaasium im südestnischen Tartu. 1975 schloss er sein Studium der Rechtswissenschaft an der Staatlichen Universität Tartu ab. 1979 erwarb er in Moskau den Grad eines Kandidaten. 1987 schloss er seine juristische Promotion an der Akademie der Wissenschaften der Estnischen SSR ab.
Seit 1975 unterrichtete Gräzin Philosophie und Rechtswissenschaft an der Staatlichen Universität Tartu. Von 1986 bis 1988 war er Prodekan der Rechtswissenschaftlichen Fakultät. Er hat seitdem mehrere akademische Posten innegehabt, u. a. in Estland und den USA (u. a. University of Notre Dame) sowie zahlreiche Publikationen vor allem zu Fragen der Rechtsphilosophie und der Makroökonomie vorgelegt. Daneben ist er als Rechtsanwalt in einer Tartuer Kanzlei tätig.

### Politiker
Von 1975 bis 1990 war Igor Gräzin Mitglied der KPdSU. Von 1989 bis 1991 gehörte er als Abgeordneter dem estnischen Parlament sowie als Vertreter der oppositionellen Volksfront (Rahvarinne) dem Obersten Sowjet der UdSSR an.
1994 war er einer der Mitbegründer der liberalen Estnischen Reformpartei (RE). Von 1995 bis 1999 und erneut ab 2005 (zuletzt 2015 wieder gewählt) war Gräzin Abgeordneter des estnischen Parlaments (Riigikogu).
Nachdem er im September 2018 das Europamandat der als Parteivorsitzenden nach Estland zurückgekehrten Kaja Kallas übernommen hatte, kündigte Gräzin an sich zum Ende der 8. Wahlperiode des Europaparlaments aus der Politik zurückziehen zu wollen. Er begründete dies damit, sich zukünftig anderen Aufgaben widmen zu wollen und das er sich zudem von seiner Partei entfremdet hätte. Am 3. Januar 2019 gab er bekannt, nicht mehr Mitglied der RE zu sein.

### Privatleben
Igor Gräzin war mit Jelena Gräzin verheiratet. Das Paar hat einen Sohn. Ein weiteres Kind hat er mit der ehemaligen estnischen Sozialministerin Maret Maripuu.
Sein besonderes Interesse gilt dem Werk Franz Kafkas.

## Politische Positionen
Gräzin gilt als unangepasster europaskeptischer Querkopf seiner Partei. Als einziger Abgeordneter stimmte er gegen die Abschaffung der Todesstrafe in Estland und die Charta der Grundrechte der Europäischen Union. Bekannt wurde er auch durch seine Ablehnung der bestehenden estnisch-finnischen Seegrenze in der Ostsee, um so Einfluss auf das Nord-Stream-Projekt einer Gaspipeline zwischen Russland und Deutschland zu nehmen. 2014 wandte er sich gegen das neue liberale Lebenspartnerschaftsgesetz in Estland.
Durch seine politischen Positionen und eine wöchentliche Fernsehsendung erhält Gräzin viel Aufmerksamkeit in der politischen Debatte in Estland.